# 토착화
토착화란 어떤 문화를 좀더 토착적인 것으로 바꾸는 작업이다.

## 기업 소유에서의 토착화
짐바브웨에서는 백인의 토지를 뺏어 흑인에게 분배하였다.

## 종교 선교에서의 토착화
토착화(Indigenization)라는 말 자체가 기독교 선교사들이 기독교와 지역의 전통문화의 융화를 시도, 기독교에 쉽게 다가설 수 있게 하는 선교방법을 추구하면서 처음 만든 말이다.  
- 성공회

성공회성당인 성공회 강화성당과 청주성공회성당은 기와집교회이다.  보관됨 2007-09-29 - 웨이백 머신
- 가톨릭

가톨릭에서는 조각가 오채연 씨가 성모 마리아를 물을 긷는 조선 여인의 모습으로 묘사한 성모상을 제작하였다. 보관됨 2016-03-06 - 웨이백 머신
동양화가인 운보 김기창 선생은 예수를 갓을 쓰고 한복을 입은 조선인으로 묘사한 성화를 그렸다.

## 같이 보기
- 원주민주의
- 언어 현지화
- 국민 형성
- 서구화